# Tiroteos de Red Lake
Los tiroteos de Red Lake fueron una serie de asesinatos que ocurrieron el 21 de marzo de 2005 en dos lugares de la reserva india de Red Lake en Red Lake, Minnesota, Estados Unidos. Esa tarde, Jeff Weise, de 16 años, mató a su abuelo (un sargento de policía tribal Ojibwe) y a la novia de su abuelo en su casa. Después de llevarse las armas policiales y el chaleco antibalas de su abuelo, Weise condujo un vehículo policial hasta la escuela secundaria Red Lake, donde había sido estudiante unos meses antes.
Weise disparó y mató a siete personas en la escuela e hirió a otras cinco. Entre los muertos se encontraban un guardia de seguridad desarmado en la entrada de la escuela, un maestro y cinco estudiantes. Después de que llegó la policía, Weise intercambió disparos con ellos. Después de ser herido, se disparó y se suicidó en un salón de clases. En ese momento, fue el tiroteo escolar más mortífero en los Estados Unidos desde la Masacre de Columbine.

## Trasfondo
En el momento del tiroteo, según algunos relatos, Jeff Weise vivía con su abuelo paterno, Daryl Lussier Sr., un sargento del Departamento de Policía de Red Lake, dirigido por el gobierno tribal Ojibwe (también conocido como Chippewa) en la Reservación India de Red Lake. El hogar incluía a la novia de 32 años de su abuelo, Michelle Leigh Sigana. Las tías paternas de Weise dijeron que había vivido la mayor parte del tiempo con ellas durante los últimos años y que lo ayudaron a obtener tratamiento para problemas de comportamiento y depresión. En 1999, la madre de Weise sufrió graves daños cerebrales en un accidente de coche relacionado con el alcohol y desde entonces vivía y recibía cuidados en una residencia de ancianos. Siendo aún un niño, Weise se vio obligado a trasladarse de Minneapolis a vivir con la familia de su padre en la reserva. Su padre se había suicidado en 1997, así que Weise fue colocado oficialmente con su abuela.
La reserva de la Red Lake Band of Ojibwe está en el noroeste de Minnesota y es una de las dos de ámbito nacional que están "cerradas"; sólo los miembros de la tribu ojibwe pueden vivir allí y poseer tierras. Sus residentes sufren altos índices de desempleo, violencia y suicidio. Las viviendas son precarias y muchos estudiantes no terminan la escuela secundaria. Las oportunidades de trabajo son limitadas en la reserva, que tiene una población de más de 5.000 habitantes. Un estudio realizado en 2004 reveló que una elevada proporción de estudiantes de secundaria había pensado en el suicidio.

## Tiroteos
El día del tiroteo, Weise sacó de su dormitorio una pistola Ruger MK II calibre 22 y disparó mortalmente a su abuelo mientras dormía; le disparó dos veces en la cabeza y diez en el pecho. Según los amigos de Weise, es posible que el adolescente tuviera la pistola desde hacía un año. Se llevó las dos armas policiales de Lussier, una pistola Glock 23 calibre 40 y una escopeta de bombeo Remington 870 calibre 12, una pistolera y un chaleco antibalas. Entonces, Weise disparó mortalmente a Sigana, la novia de su abuelo, dos veces en la cabeza mientras subía la ropa por las escaleras.
Weise condujo el coche patrulla de su abuelo hasta el instituto Red Lake Senior High School, al que llegó sobre las 14:45 horas CST. Al entrar a la escuela por la puerta principal, se encontró con dos guardias de seguridad desarmados que vigilaban un detector de metales. Weise disparó y mató al guardia de seguridad Derrick Brun, mientras que el otro guardia de seguridad escapó sin heridas. Weise se dirigió al pasillo principal de la escuela.
Una vez dentro del aula, empezó a disparar a los alumnos. Los alumnos se agacharon e hicieron todo lo posible por esconderse, pero estaban apiñados contra la pared del fondo. En esta aula había 19 alumnos y 3 profesores. Un profesor, un profesor de Matemáticas, pertenecía a esta aula. Otra profesora, una profesora de inglés, se retiró a esta aula para esconderse. Su aula estaba muy cerca y, previamente, fue sorprendida en el pasillo, empujando un carrito que devolvía artículos a la biblioteca, cuando el pistolero llegó caminando por el pasillo. El tercer profesor del aula estaba de visita para entregar a los alumnos unas fotos de baloncesto de la escuela y casualmente se encontraba en el lugar equivocado.
Weise disparó contra la clase con una pistola Glock 22, calibre .40. En esta aula disparó y mató a cinco estudiantes, hirió gravemente a otros dos e hirió a uno más. También disparó y mató al profesor de inglés que se retiró a esta aula.
Mientras disparaba contra los ocupantes del aula, el pistolero se quedó sin munición y tuvo que cargar otro cargador. En ese momento, un alumno se enzarzó con el pistolero e intentó apuñalarle con un lápiz. El pistolero consiguió recargar su arma y disparó a este estudiante en la cara.
Este altercado fue un punto de inflexión, ya que el pistolero salió de esta aula y cruzó el pasillo hasta la puerta de las aulas de ciencias. Un estudiante salió de su aula de ciencias para ver lo que ocurría y el pistolero le disparó e hirió. A continuación, disparó a través de la ventana de otra aula de ciencias e hirió a otro alumno que se encontraba en ella. El hombre armado entró en esta aula de ciencias y empezó a disparar contra los alumnos y el profesor.
Los alumnos se escondieron y se arrastraron hasta la parte trasera de la sala de ciencias, donde había un despacho multiusos y una sala de material de laboratorio. La puerta de este despacho estaba bien cerrada. El profesor de ciencias sujetó el pomo de la puerta desde dentro mientras el pistolero disparaba contra él. La cerradura resistió. Había una puerta trasera que daba a otra aula y los alumnos empezaron a salir por ella. Fue en esta aula donde agotó la munición de la pistola Glock que utilizó. Dejó la pistola en una de las mesas del laboratorio. Quedó con la corredera abierta del último disparo y estaba muy ensangrentada.
Weise regresó al aula de Matemáticas en el momento en que las fuerzas del orden entraban en escena. Las víctimas anteriores seguían en el aula cuando el pistolero intercambió disparos con los agentes del orden utilizando la pistola Ruger del calibre 22. Fue durante este intercambio cuando el pistolero recibió varias heridas de bala. Una vez herido el pistolero empezó a gritar a la gente que le habían disparado y que pedía ayuda. Al darse cuenta de que el final estaba cerca, cogió la escopeta Remington 870 por debajo de la barbilla y se disparó mortalmente. El disparo le mató en el acto. La ráfaga roció a los ocupantes y el techo del aula. En ese momento, los alumnos que pudieron escapar se marcharon. Las fuerzas del orden escoltaron a los supervivientes fuera del edificio.
Una estudiante dijo que Chase Lussier (sin relación directa con el padre o el abuelo de Weise) le dio cobijo y fue uno de los asesinados a tiros por Weise. Jeffrey May, estudiante de segundo curso de 16 años, intentó forcejear con Weise dentro del aula y le apuñaló en el estómago con un lápiz. La distracción de May permitió a los alumnos huir del aula para ponerse a salvo, pero Weise le disparó dos veces en el cuello y una en la mandíbula, dejándole gravemente herido.
Los testigos dijeron que Weise sonreía mientras disparaba a la gente. Un testigo dijo que preguntó a un estudiante si creía en Dios. Se cree que esta frase hace referencia a un intercambio ampliamente difundido durante la masacre del instituto Columbine en 1999 entre el autor de la matanza, Dylan Klebold, y la superviviente, Valeen Schnur.
La policía llegó rápidamente y se enfrentó a él a tiros. El agente especial del FBI Paul McCabe dijo que el tiroteo duró unos cuatro minutos. Ninguno de los policías resultó herido. Tras recibir tres impactos de bala de la policía en la parte baja de la espalda, la pierna derecha y el brazo derecho, Weise se retiró al aula donde había disparado y matado al profesor y a los alumnos. El resto de los alumnos de la clase presenciaron cómo se apoyaba en una pared, se ponía el cañón de la escopeta en la barbilla y disparaba, suicidándose.
Los tiroteos duró nueve minutos. Weise efectuó un total de 59 disparos durante el tiroteo: 14 en casa de su abuelo y 45 en la escuela. Disparó 37 veces con la pistola Glock de su abuelo, 14 con su pistola Ruger y ocho con la escopeta.

### Fatalidades y funerales
Un total de diez personas, incluido el autor, murieron en estos sucesos.
- Daryl Allen Lussier Sr., 58 Sargento de Policía y abuelo paterno de Weise.
- Michelle Leigh Sigana, 32, Novia de Lussier.
- Derrick Brian Brun, 28, Guardia de seguridad.
- Neva Jane Wynkoop-Rogers, 62, Profesora de inglés.
- Alicia Alberta White, 14, estudiante.[10]
- Thurlene Marie Stillday, 15, estudiante.
- Chanelle Star Rosebear, 15, estudiante.
- Chase Albert Lussier, 15, estudiante.
- Dewayne Michael Lewis, 15, estudiante.
- Jeffrey James Weise, 16, perpetrador.

La noche siguiente al tiroteo, muchas personas de la comunidad se reunieron en el gimnasio del instituto para celebrar una ceremonia de curación. Celebraron ceremonias tradicionales ojibwe y rezaron.
En pocos días comenzaron los preparativos para los funerales en la reserva. Los miembros de la tribu recurrieron tanto a las tradiciones ojibwe como a los ritos católicos. Recogieron "manojos de salvia para regalar y quemar durante las ceremonias funerarias". Las familias eligieron objetos personales para colocar en los ataúdes.

## Eventos relacionados
- Buck Jourdain, Presidente de la Red Lake Band of Chippewa Indians, dijo que el tiroteo fue "uno de los sucesos más oscuros y dolorosos de la historia de nuestra tribu".[11]
- Louis Jourdain, hijo del presidente de la tribu, Floyd "Buck" Jourdain Jr., fue detenido en relación con el tiroteo el 28 de marzo de 2005 y acusado de conspiración para cometer asesinato.[12] La acusación se basó en varios mensajes de correo electrónico que intercambió con Weise en relación con los planes para el tiroteo del instituto Red Lake. El gobierno retiró el cargo de conspiración; sin embargo, Jourdain se declaró culpable de transmitir mensajes amenazadores a través de Internet.
- Derrick Brun, el guardia de seguridad asesinado, recibió un reconocimiento especial del Presidente George W. Bush por su valentía.
- Jeffrey May, un estudiante de segundo año herido al intentar atacar a Weise, fue muy elogiado. Apareció en Reader's Digest.[13][14]

## Ayuda a víctimas y familiares
Minnesota tiene un fondo estatal que ayuda a las víctimas y sus familias. Además, Red Lake Band de Chippewa estableció un fondo conmemorativo; alcanzó $200,000 en donaciones de todo el país en abril de 2005. Inicialmente, la tribu otorgó 15 donaciones de $5,000 cada una a las víctimas y sus familias, incluida una a los familiares de Weise. Un portavoz tribal señaló que su familia no era elegible para una compensación estatal y dijo que llevaban "una doble carga". La subvención fue para ayudar a pagar el funeral y el entierro de Weise.
El 21 de julio de 2006, el distrito escolar de Red Lake llegó a un acuerdo con las familias de las víctimas de la masacre. El distrito escolar acordó pagar un total de $1,000,000 a 21 de las familias de las víctimas, la cantidad máxima permitida por la ley de Minnesota. Del acuerdo, $ 900,000 se otorgarían de inmediato a las familias y los $ 100,000 restantes se reservarían para una distribución futura.

## Perpetrador
Jeffrey Weise era considerado un extraño en la comunidad de Red Lake y recientemente había sido escolarizado "en casa" por incumplir las normas escolares. Se le recordaba como un chico tranquilo que normalmente llevaba una gabardina negra y gomina en el pelo.
Weise había crecido con una vida familiar difícil y desestructurada; sus padres eran una joven pareja de solteros que se separó antes de que él naciera. Su madre, Joanne Weise, tenía 17 años en el momento de su nacimiento. La familia de Joanne insistió en que entregara a su hijo al padre, Daryl Lussier Jr, que era unos años mayor que ella. Weise no volvió a vivir con su madre hasta pasados los dos años, cuando ella lo reclamó y se lo llevó a vivir a Minneapolis. En publicaciones posteriores en Internet, Weise escribió que su madre se había convertido en una alcohólica que a veces abusaba física y emocionalmente de él. Weise se mudaba a menudo a causa de su madre, y asistió a varios colegios diferentes durante su adolescencia.
En 1997, cuando Weise tenía ocho años, su padre, Daryl Lussier Jr., se suicidó a los 32 años, pegándose un tiro tras un enfrentamiento de varios días con la policía tribal de Red Lake. El abuelo de Weisse, Daryl Lussier Sr., era sargento de la policía tribal y participó en el enfrentamiento.
En 1999, cuando Weise tenía diez años, su madre tuvo un accidente de coche relacionado con el alcohol y sufrió graves lesiones cerebrales. Tuvo que ser ingresada en una residencia para su rehabilitación. Weise quedó bajo la custodia de su abuela paterna, que vivía en la reserva de Red Lake. Tuvo que abandonar Minneapolis, donde había vivido la mayor parte de su vida, para vivir con ella y otros parientes paternos en Red Lake.

### Motivos
Los investigadores policiales empezaron a buscar el móvil de los disparos. Según sus averiguaciones y los informes de los medios de comunicación, Weise sufría a menudo acoso o burlas de sus compañeros en la escuela. Era un joven alto, de 115 kg (250 libras), conocido por llevar delineador de ojos oscuro, así como una gabardina larga negra y otras prendas negras a la escuela durante todo el año. Muchos de sus compañeros le llamaban "chico gótico".
Weise expresó su frustración por vivir en Red Lake, y sentía que su vida escapaba a su control. Durante estos años, se acercó a su abuelo, Daryl Lussier Sr., que le dio una habitación propia. Se dice que Weise mantenía una buena relación con su abuelo.
Aunque Weise llevaba años separado de su madre y su padrastro cuando se divorciaron en mayo de 2004, intentó suicidarse poco después, y de nuevo en junio de 2004. En ese momento, sus tías y el Centro Médico de Red Lake dispusieron que Weise fuera trasladado a un hospital para recibir tratamiento psiquiátrico, donde permaneció tres días.
A Weise le recetaron Prozac como antidepresivo, que debía continuar como tratamiento junto con asesoramiento psicológico. Su médico le había aumentado la dosis una semana antes del tiroteo, a 60 mg diarios de Prozac. Las tías de Weise, con las que vivía gran parte del tiempo en Red Lake, dijeron que habían organizado su atención médica y estaban preocupadas por el aumento de su dosis. Sus acciones reabrieron el debate sobre el uso de Prozac entre niños y adolescentes. En octubre de 2004, la Food and Drug Administration (FDA) había emitido una advertencia sobre su uso, pero sigue siendo el único antidepresivo aprobado por la FDA para niños.

### Actividades de internet
Se descubrió que Weise era bastante activo en Internet. Según The Smoking Gun, Weise creó dos animaciones Flash violentas para el sitio web flash Newgrounds, utilizando el alias "Regret". Una de las animaciones, titulada "Target Practice", presenta a un personaje que asesina a tres personas con un rifle, hace explotar un coche de policía con una granada y mata a un miembro del Ku Klux Klan. La animación, de 30 segundos de duración, termina con el tirador metiéndose la pistola en la boca y apretando el gatillo. Weise había creado otra animación Flash, titulada "Clown", en la que un payaso mata a un hombre comiéndole la cabeza.
Una cuenta de LiveJournal, aparentemente creada por Weise, contenía tres entradas publicadas entre diciembre de 2004 y enero de 2005. El weblog estaba personalizado para ser visualizado en blanco y negro. En sus entradas, Weise expresaba su deseo de cambio y salvación en su vida.
Weise era aficionado al género musical conocido como horrorcore, y en particular a raperos como Mars, Jimmy Donn y Prozak. Era conocido por frecuentar el sitio web de Mars se decía que la canción de Jimmy Donn "Game Over" (que trata sobre un tiroteo en un colegio) era una de las canciones favoritas de Weise, y Weise poseía el álbum de Jimmy Donn The Darker Side.

## Legado y memoriales
Los hermanos de las víctimas y los sobrevivientes participaron en las caminatas escolares de 2018, que fueron diseñadas para mostrar respeto por las víctimas de disparos que se ven a nivel nacional, pero especialmente en Florida y Red Lake.